# Botterens
Botterens (Freiburger Patois Botèrinⓘ) ist eine politische Gemeinde im Greyerzbezirk des Kantons Freiburg in der Schweiz. Der frühere deutsche Name Botteringen wird heute nicht mehr verwendet. Mit Wirkung auf den 1. Januar 2006 wurde die früher selbständige Gemeinde Villarbeney nach Botterens eingemeindet.

## Geographie
Botterens liegt auf 744 m ü. M., 4 km östlich des Bezirkshauptortes Bulle (Luftlinie). Das ehemalige Strassenzeilendorf erstreckt sich auf einer Geländeterrasse über dem südlichen Ende des Greyerzersees, am Fuss der Freiburger Alpen.
Die Fläche des 4,3 km² grossen Gemeindegebiets umfasst einen Abschnitt des voralpinen Gebietes im Greyerzerland. Im Westen hat Botterens einen kleinen Anteil an der Seefläche des Greyerzersees im Bereich der Mündung des Jaunbachs (französisch: Jogne). Bei der flachen Einmündung bestehen mehrere sich im Lauf der Zeit stetig verändernde Sandinseln. Nach Osten erstreckt sich der Gemeindeboden über die Terrasse von Botterens und Villarbeney und den steilen Waldhang hinauf bis auf den Mont Bifé und seinen nach Südwesten auslaufenden Grat. Auf dem Mont Bifé wird mit 1483 m ü. M. der höchste Punkt von Botterens erreicht. Der Berggrat weist mehrere Felsvorsprünge auf, darunter die Herbausa (1152 m ü. M.). Von der Gemeindefläche entfielen 1997 9 % auf Siedlungen, 50 % auf Wald und Gehölze, 38 % auf Landwirtschaft, und etwas mehr als 3 % war unproduktives Land.
Zu Botterens gehören das Dorf Villarbeney sowie einige Einzelhöfe. Nachbargemeinden von Botterens sind Broc, Morlon, Corbières, Val-de-Charmey und Châtel-sur-Montsalvens.

## Bevölkerung
Mit 741 Einwohnern (Stand 31. Dezember 2023) gehört Botterens zu den kleinen Gemeinden des Kantons Freiburg. Von den Bewohnern sind 94,3 % französischsprachig, 3,2 % deutschsprachig und 0,7 % italienischsprachig (Stand 2000). Die Bevölkerungszahl von Botterens belief sich 1850 auf 182 Einwohner, 1900 auf 196 Einwohner (jeweils inklusive Villarbeney). Seit 1960 (mit Villarbeney 219 Einwohner) wurde ein rasches Bevölkerungswachstum mit einer Verdoppelung der Einwohnerzahl innerhalb von 40 Jahren verzeichnet.
Einwohnerzahlen: Volkszählungsdaten       Zahlen bis 2000 ohne Villarbeney (Eingemeindung 2006)

## Wirtschaft
Botterens war bis in die zweite Hälfte des 20. Jahrhunderts ein vorwiegend durch die Landwirtschaft geprägtes Dorf. Noch heute haben die Viehzucht und Milchwirtschaft sowie in geringerem Mass der Ackerbau eine gewisse Bedeutung in der Erwerbsstruktur der Bevölkerung. Dank seiner Nähe zur Schokoladenfabrik Cailler in Broc wurde Botterens schon früh eine Wohngemeinde. Hier liessen sich Betriebe der Nahrungsmittelindustrie (Meringues-Fabrik, Produktion von Ziegenkäse) sowie ein Plastikspritzgusswerk nieder. Ferner ist Botterens Standort einer Netzverbundstation der Freiburgischen Elektrizitätswerke.

## Verkehr
Die Gemeinde ist verkehrstechnisch recht gut erschlossen. Sie liegt an der Hauptstrasse von Freiburg nach Broc. Durch die Buslinien der Transports publics Fribourgeois, die auf den Strecken von Freiburg nach Jaun und von Bulle über Corbières nach Broc verkehren, ist Botterens an das Netz des öffentlichen Verkehrs angebunden.

## Geschichte
Bereits zur römischen Zeit war das Gebiet von Botterens besiedelt, was durch den Fund von gallorömischen Gräbern belegt wird. Die erste urkundliche Erwähnung des Ortes erfolgte 1227 unter dem Namen Bothereyn. Später erschienen die Schreibweisen Bosthereyn (1403), Bocterens (1490) und Boterens (1668). Der Ortsname ist wahrscheinlich vom burgundischen Personennamen Bolterius abgeleitet und bedeutet mit dem Suffix -ens so viel wie bei den Leuten des Bolterius.
Botterens war seit dem Mittelalter Teil der Herrschaft Corbières, die 1553 unter die Oberhoheit von Freiburg kam. Im Jahr 1779 fielen zahlreiche Häuser einer Feuersbrunst zum Opfer. Nach dem Zusammenbruch des Ancien Régime (1798) gehörte das Dorf während der Helvetik zur Unterpräfektur Corbières, die 1803 in den Status eines Bezirkes erhoben wurde. 1848 wurde Botterens mit Corbières in den Greyerzbezirk eingegliedert. Am 1. Januar 2006 wurde die Fusion mit der bis dahin politisch selbständigen Gemeinde Villarbeney vollzogen. Die neue Gemeinde trägt weiterhin den Namen Botterens, bekam aber ein neues Wappen.

## Sehenswürdigkeiten
Nachdem sich Botterens 1871 von der Pfarrei Broc gelöst hatte, wurde mit dem klassizistischen Bau der Kirche Saint-Claude begonnen. Das Gotteshaus wurde 1878 geweiht.